# Long Beach, Washington

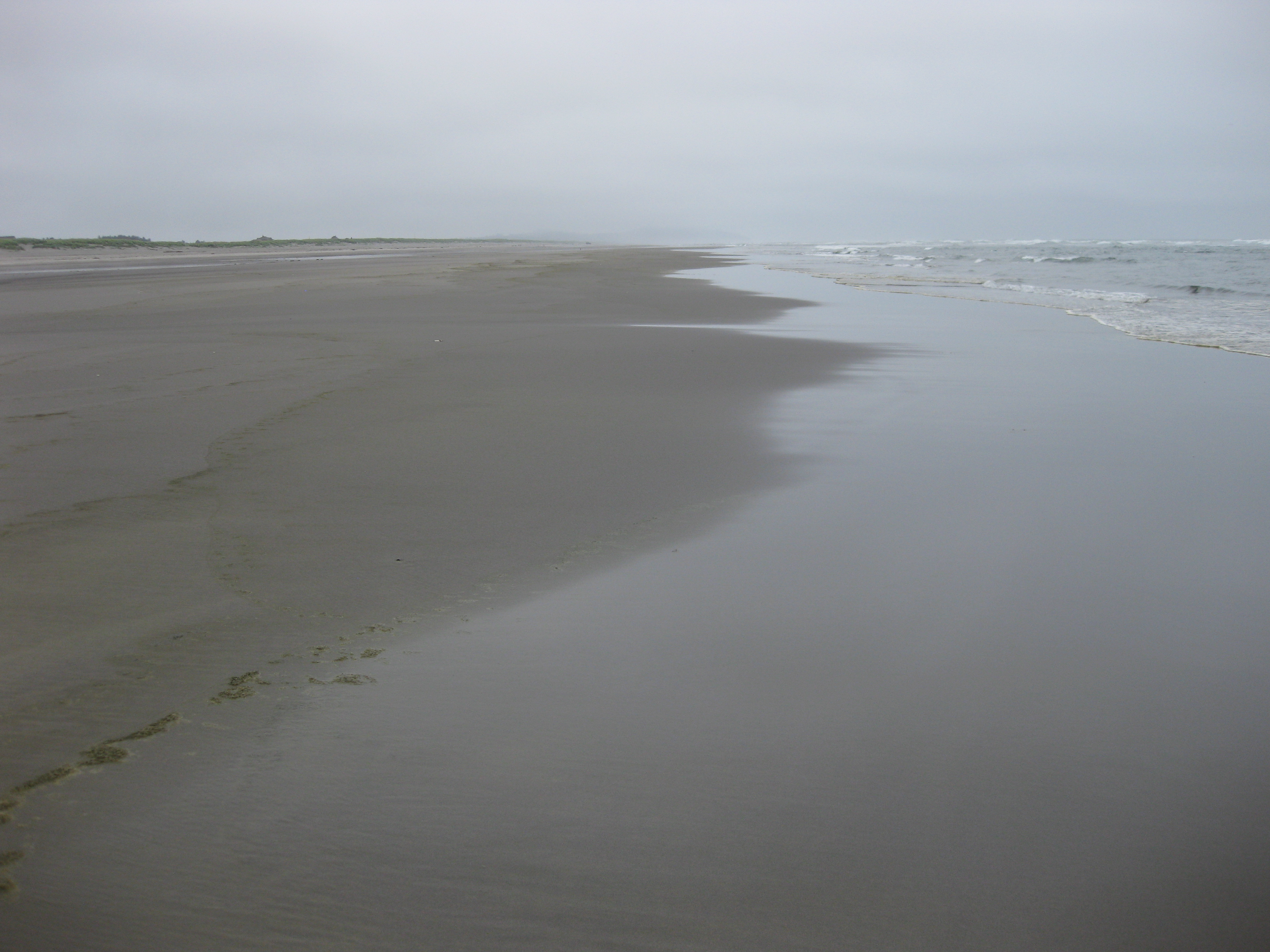
Long Beachs milslånga strand vid Stilla havet.

Halvön Long Beach Peninsula ligger vid Stilla havskusten, på norra sidan av Columbiaflodens mynning i Pacific County, Washington State, USA. Halvön stoltserar med USA:s längsta sandstrand - 45 km lång.  Long Beach är också namnet på en av halvöns städer.

## Historia
Long Beachs ursprungsbefolkning är Chinookindianerna (eng:Chinookan), en bofast indianstam som levt på halvön i oräkneliga sekler och som ägnade sig åt handel och ostronfiske. De första vita amerikaner som anlände var två forskningsresande, Lewis och Clark. De var utsända av Förenta Staternas regering för att undersöka om Missourifloden ledde till Stilla havet. 1803 nådde de Stilla havskusten och Long Beach. 1851 skrevs ett avtal mellan de vita nybyggarna och indianerna. Avtalet blev dock inte ratificerat av kongressen i Washington DC och Chinookindianerna väntar ännu på att bli erkända av den federala regeringen.
De nybyggare och pionjärer som kom efter Lewis och Clark fick av Indianhövdingen Nahcati (1826-1864) kunskap om den rika förekomsten av ostron. Nybyggarna började fiska ostron i stor skala och sålde dem med god vinst i San Francisco. Därpå växte flera näringar fram; ett varv byggdes i Ilwaco och 1889 anlades en smalspårig järnväg mellan Ilwaco och Nahcotta. Järnvägen var i bruk till 1930 då biltransporten tog över.
I dag är öns största näringar turism, tranbärsodling och ostronodling.

## Städer och samhällen
Long Beach, är halvöns huvudort med butiker, restauranger, golfbana, hästuthyrning, gocartbana m.m.

Oysterville, som anlades 1854 på halvöns östra sida mot den ostronrika havsviken Willapa Bay, är i dag ett kulturhistoriskt minnesmärke. (se länk nedan)

Nahcotta, ligger vid en stor ostronhamn på halvöns östra sida  söder om Oysterville..

Ilwaco, ligger på halvöns södra kust vid Columbiafloden.

## Bilder

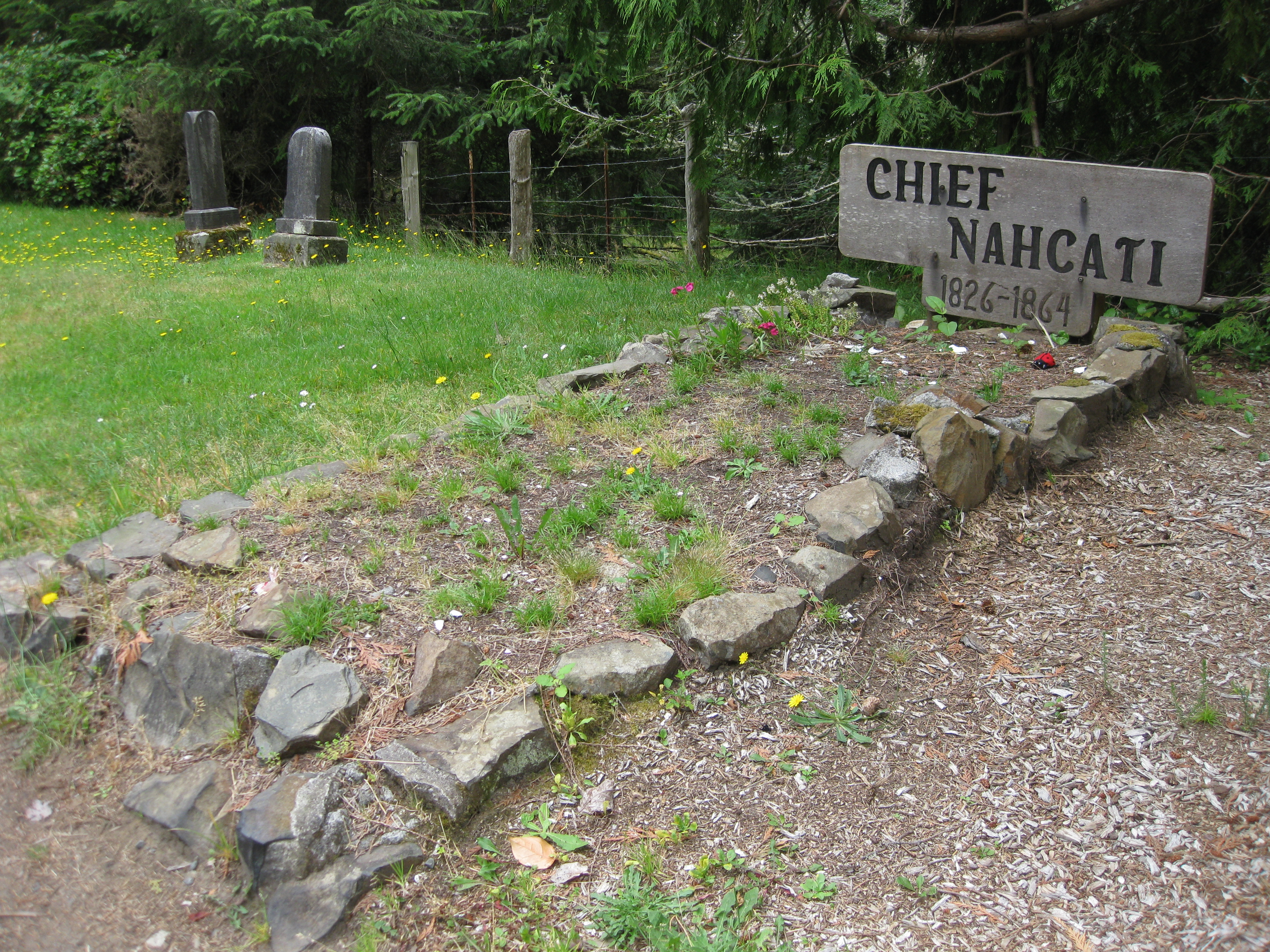
Indianhövdingen Nahcatis grav på Oystervilles kyrkogård.
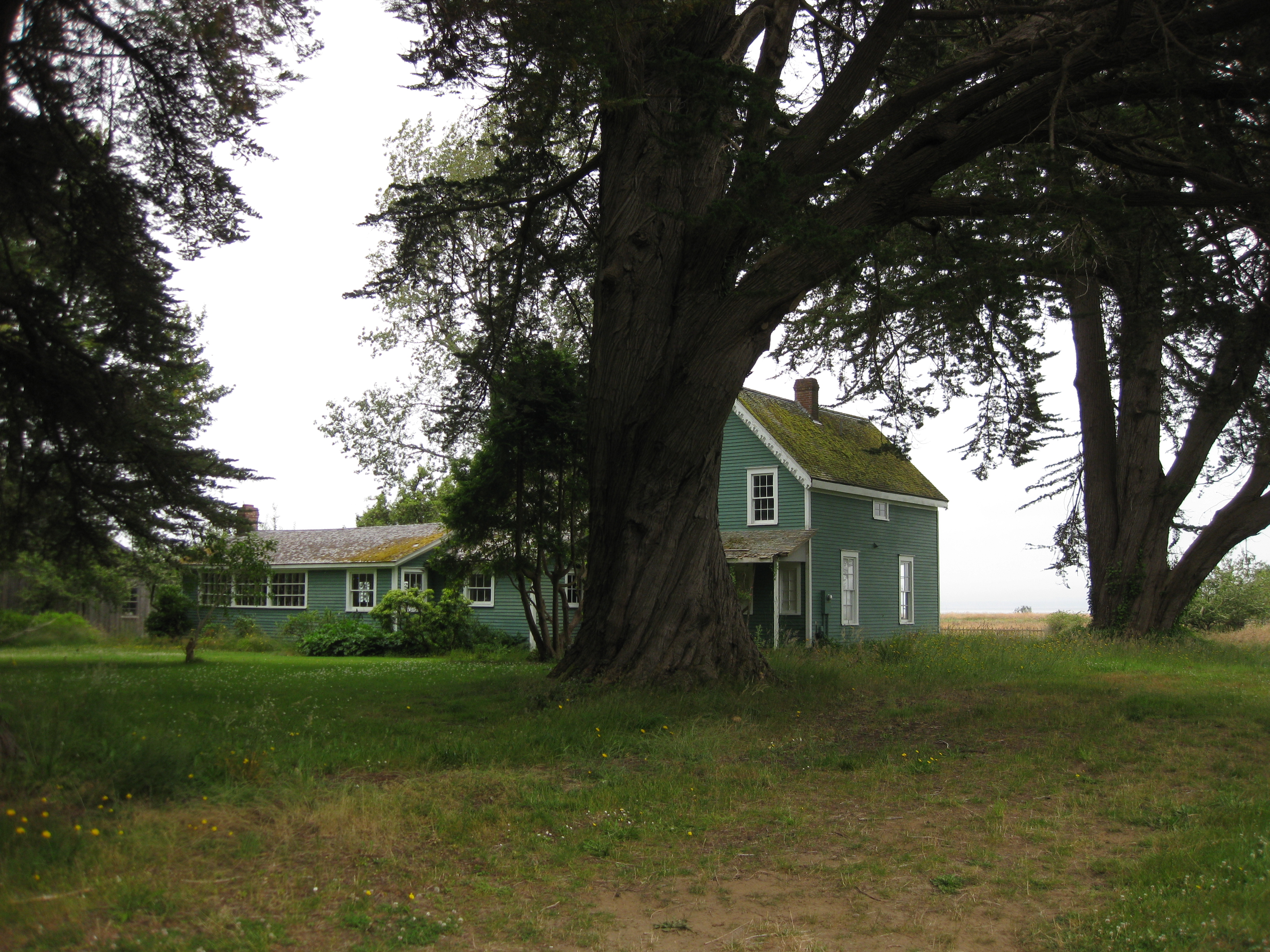
John Crellin House i Oysterville, byggt 1867.
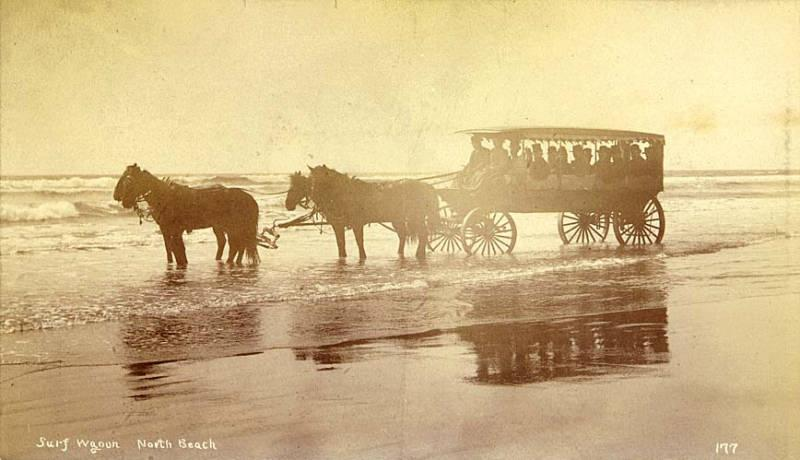
En hästdroska på Long Beach 1892.
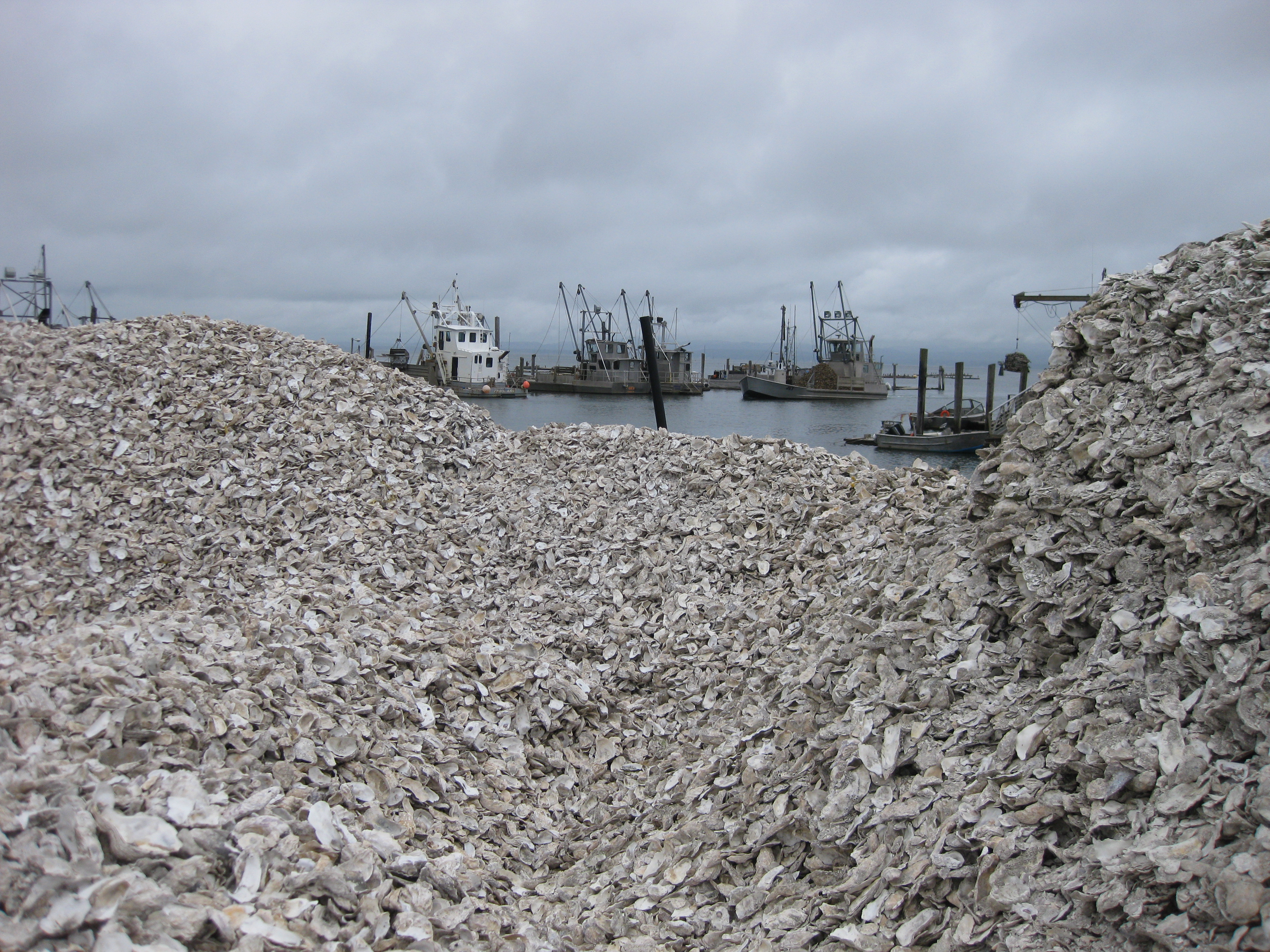
Ostronskal i hamnen vid Nahcotta.